# Francuscy posłowie do Parlamentu Europejskiego 1994–1999
Francuscy posłowie IV kadencji do Parlamentu Europejskiego zostali wybrani w wyborach z 12 czerwca 1994. Pod koniec kadencji jeden mandat przypadający koalicji UDF-RpR pozostał nieobsadzony.

## Lista posłów

### Europejska Partia Ludowa
Wybrani z ramienia Unii na rzecz Demokracji Francuskiej i Zgromadzenia na rzecz Republiki
- Jean-Pierre Bébéar
- Pierre Bernard-Reymond
- Jean-Louis Bourlanges
- Francis Decourrière
- Nicole Fontaine
- André Fourçans, poseł do PE od 22 kwietnia 1996
- Françoise Grossetête
- Bernard Lehideux, poseł do PE od 3 października 1997
- André Soulier
- Yves Verwaerde

Wybrani z listy Ruchu dla Francji (UDF-dysydenci)
- Marie-France de Rose
- Thierry Jean-Pierre

### Partia Europejskich Socjalistów
Wybrani z listy Partii Socjalistycznej
- Pervenche Berès
- François Bernardini
- Marie-Arlette Carlotti, poseł do PE od 20 lipca 1997
- Gérard Caudron
- Jean-Pierre Cot
- Jean-Louis Cottigny, poseł do PE od 6 czerwca 1997
- Danielle Darras
- Marie-José Denys, poseł do PE od 17 lipca 1997
- Olivier Duhamel, poseł do PE od 6 czerwca 1997
- Georges Garot, poseł do PE od 6 czerwca 1997
- André Laignel
- Marie-Noëlle Lienemann, poseł do PE od 6 czerwca 1997
- Michèle Lindeperg
- Marie-Thérèse Mutin, poseł do PE od 18 września 1997
- Michel Rocard

Wybrana z listy Lewicowej Partii Radykalnej
- Antoinette Fouque

### Europejscy Liberałowie, Demokraci i Reformatorzy
Wybrany z ramienia Unii na rzecz Demokracji Francuskiej i Zgromadzenia na rzecz Republiki
- Jean-Thomas Nordmann, poseł do PE od 19 maja 1995

### Europejski Sojusz Radykalny
Wybrani z listy Lewicowej Partii Radykalnej
- Michel Dary
- Bernard Castagnède
- Henri de Lassus Saint-Geniès, poseł do PE od 13 sierpnia 1997
- Jean-François Hory
- Catherine Lalumière
- Odile Leperre-Verrier
- Christine Mustin-Mayer
- Pierre Pradier
- André Sainjon
- Dominique Saint-Pierre
- Michel Scarbonchi, poseł do PE od 5 lutego 1997
- Christiane Taubira

### Unia dla Europy
Wybrani z ramienia Unii na rzecz Demokracji Francuskiej i Zgromadzenia na rzecz Republiki
- Blaise Aldo
- Jean Baggioni
- Jean-Pierre Bazin
- Christian Cabrol
- Hélène Carrère d’Encausse
- Gérard d’Aboville
- Jacques Donnay
- Jean-Antoine Giansily, poseł do PE od 19 maja 1995
- Armelle Guinebertière
- Marie-Thérèse Hermange
- Roger Karoutchi, poseł do PE od 3 października 1997
- Pierre Lataillade, poseł do PE od 2 września 1997
- Jean-Claude Pasty
- Alain Pompidou
- Anne-Marie Schaffner

Wybrani z listy Ruchu dla Francji (UDF-dysydenci)
- Philippe Armand Martin
- Anne-Christine Poisson

### Niezależni na rzecz Europy Narodów
Wybrany z ramienia Unii na rzecz Demokracji Francuskiej i Zgromadzenia na rzecz Republiki
- Raymond Chesa

Wybrani z listy Ruchu dla Francji (UDF-dysydenci)
- Georges Berthu
- Stéphane Buffetaut, poseł do PE od 20 lipca 1997
- Édouard des Places
- Hervé Fabre-Aubrespy
- Françoise Seillier
- Dominique Souchet
- Frédéric Striby

### Niezrzeszeni
Wybrani z listy Ruchu dla Francji (UDF-dysydenci)
- Charles de Gaulle
- Éric Pinel, poseł do PE od 17 czerwca 1997

Wybrani z listy Frontu Narodowego
- Bernard Antony
- Yvan Blot
- Bruno Gollnisch
- Carl Lang
- Jean-Marie Le Chevallier
- Jean-Yves Le Gallou
- Jean-Marie Le Pen
- Fernand Le Rachinel
- Jean-Claude Martinez
- Bruno Mégret
- Marie-France Stirbois

### Grupa Zjednoczonej Lewicy Europejskiej – Nordyckiej Zielonej Lewicy
Wybrani z listy Francuskiej Partii Komunistycznej
- Sylviane Ainardi
- Mireille Domenech-Diana
- Philippe Herzog
- Gisèle Moreau
- Aline Pailler
- Jean Querbes, poseł do PE od 1 maja 1997
- Francis Wurtz

### Byli posłowie IV kadencji do PE
- Dominique Baudis (UDF-RpR), do 2 października 1997
- Georges de Brémond d’Ars (UDF-RpR), do 30 czerwca 1999
- Frédérique Bredin (PS), do 19 lipca 1996
- Philippe de Villiers (MpF), do 15 czerwca 1997
- Yves Galland (UDF-RpR), do 18 maja 1995
- James Goldsmith (MpF), do 19 lipca 1997, zgon
- Élisabeth Guigou (PS), do 5 czerwca 1997
- Robert Hersant (UDF-RpR), do 21 kwietnia 1996, zgon
- Christian Jacob (UDF-RpR), do 31 sierpnia 1997
- Bernard Kouchner (PS), do 5 czerwca 1997
- Jack Lang (PS), do 31 lipca 1997
- Noël Mamère (PRG), do 11 sierpnia 1997
- Pierre Moscovici (PS), do 5 czerwca 1997
- Nicole Péry (PS), do 15 lipca 1997
- René Piquet (PCF), do 30 kwietnia 1997
- Jean-Pierre Raffarin (UDF-RpR), do 18 maja 1995
- Bernard Stasi (UDF-RpR), do 24 kwietnia 1998
- Bernard Tapie (PRG), do 4 lutego 1997
- Catherine Trautmann (PS), do 5 czerwca 1997
- Henri Weber (PS), od 2 sierpnia 1997 do 17 września 1997